# Raison et Sentiments (film, 1995)
Pour les articles homonymes, voir Raison et Sentiments (homonymie).
Pour plus de détails, voir Fiche technique et Distribution.
Raison et Sentiments (Sense and Sensibility) est un film américano-britannique d’Ang Lee, sorti en 1995. Écrit par Emma Thompson, il est adapté du roman du même nom de Jane Austen publié en 1811.

## Synopsis
En vertu de la loi de l'époque, John Dashwood, le fils aîné, hérite de tous les biens de son père, Henry Dashwood, laissant, malgré sa promesse à son père mourant, la deuxième épouse de ce dernier et ses trois demi-sœurs dans une situation financière précaire. Son épouse Fanny, une femme au cœur sec, se conduit avec elles de façon odieuse, aussi se décident-elles à quitter rapidement le beau domaine de Norland, dans le Sussex, pour rejoindre, dans le lointain Devonshire, le modeste Barton Cottage que sir John Middleton, un cousin de madame Dashwood, leur loue à un prix très raisonnable.
Éloignée de toute ville et de toute vie mondaine, madame Dashwood désespère de voir ses filles prendre époux. Elinor, la plus âgée, a dû s'éloigner de l'homme dont elle est tombée amoureuse, Edward Ferrars (Hugh Grant), le frère aîné de Fanny Dashwood, qui, promis à un brillant avenir, souhaite plutôt devenir pasteur, mais semble bien hésitant malgré son attirance évidente pour Elinor. Marianne, la seconde, est courtisée par le fortuné et mélancolique colonel Brandon, mais penche plutôt pour le jeune et séduisant John Willoughby, qu'elle a rencontré dans des circonstances très romanesques correspondant parfaitement à l'idée qu'elle se fait d'un soupirant et d'un époux.
Tout va pour le mieux : Marianne et Willoughby ne se quittent plus, il est évident pour tout le monde qu'il va tôt ou tard demander sa main. Cependant, la vie tranquille des Dashwood est bouleversée lorsque Willoughby, par un revirement inexplicable, leur annonce qu'il doit retourner à Londres, sans donner plus de détails. De façon tout aussi étrange, le colonel Brandon avait, la veille, annulé en catastrophe une sortie projetée et quitté sans explications la compagnie après avoir reçu une lettre mystérieuse. Sur ce, la belle-mère de Sir Middleton, Mrs Jenning, invite les sœurs Dashwood et une amie de sa fille Charlotte, Lucy Steele, chez elle à Chelsea pour « la saison ».
Le bouleversement d'Elinor est à son comble lorsqu'elle apprend de miss Steele qu'elle est secrètement fiancée à Edward Ferrars depuis 5 ans. Le séjour à Londres est une catastrophe pour Marianne dont Willoughby se détourne en public, il va épouser une riche héritière. Quant à Edward, déshérité par sa mère, il tient à sa promesse d'épouser la sotte Lucy. Brandon, impressionné par l'honnêteté et la droiture de Ferrars, charge alors Elinor de lui annoncer qu'il lui confie sa paroisse de Delaford. Brandon révèle aussi à Elinor les turpitudes de Willoughby qui a séduit et engrossé une très jeune fille, pupille de Brandon. Marianne est désespérée. Les deux sœurs décident de rentrer chez elles, escortées - entre autres - par le colonel. Sur le long chemin du retour, elles font halte chez des parents de Mrs Jenning, Marianne se perd dans la tempête, est retrouvée par Brandon, elle manque de mourir d'une pneumonie. Leur mère les rejoint.
La sage Elinor, malgré la douleur d'apprendre par un domestique qu'un monsieur Ferrars a épousé miss Steele, refuse de laisser ses sentiments dominer sa raison, et donne à Marianne le courage de reprendre goût à la vie. Les visites du colonel Brandon, qui lit des poèmes à la convalescente et lui offre un piano, sont accueillies avec une gratitude de plus en plus tendre. Mais Edward vient enfin à Barton Cottage et met fin au quiproquo : comme sa mère l'a déshérité au profit de son jeune frère, Lucy lui a rendu sa parole pour épouser celui-ci, et il est libre d'offrir son cœur à Elinor, si elle veut toujours de lui. Elinor éclate en sanglots.
Lorsque le colonel Brandon épouse Marianne, monsieur et madame John Dashwood assistent aux noces et Fanny, sans aucune honte, pousse son mari à ramasser une des pièces que le nouveau marié, très élégant dans son « habit rouge » auprès d'une Marianne radieuse, jette à la volée, tandis que, dans le cortège, on peut voir Edward et Elinor, déjà mariés, et que, de loin, Willougby observe silencieusement la scène avant de faire faire demi-tour à son cheval.

## Fiche technique
- Titre original : Sense and Sensibility
- Titre français : Raison et Sentiments
- Réalisation : Ang Lee
- Scénario : Emma Thompson, d'après Sense and Sensibility de Jane Austen
- Direction artistique : Philip Elton, Andrew Sanders
- Décors : Luciana Arrighi ; Ian Whittaker
- Costumes : Jenny Beavan, John Bright
- Photographie : Michael Coulter
- Montage : Tim Squyres
- Musique originale : Patrick Doyle
- Production : Lindsay Doran
- Sociétés de production : Columbia Pictures, Mirage
- Société de distribution : Columbia Pictures
- Budget : 16 000 000 $
- Langues originales : anglais, français
- Durée : 135 minutes
- Dates de sortie :
  - États-Unis : 13 novembre 1995, Canada : 22 décembre 1995
  - France : 28 février 1996

## Distribution

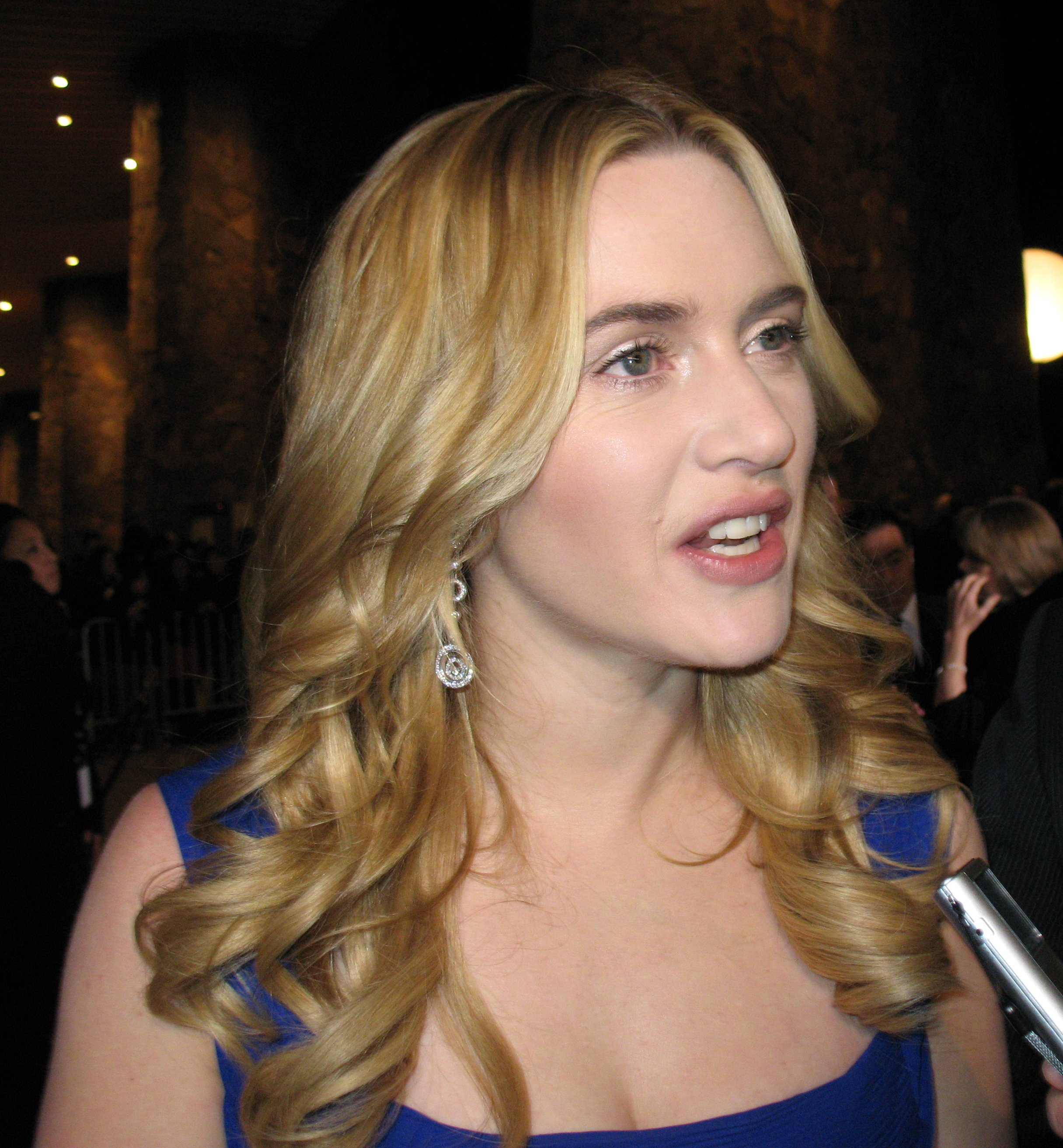
Kate Winslet (Marianne), ici au Festival international du film de Palm Springs 2006

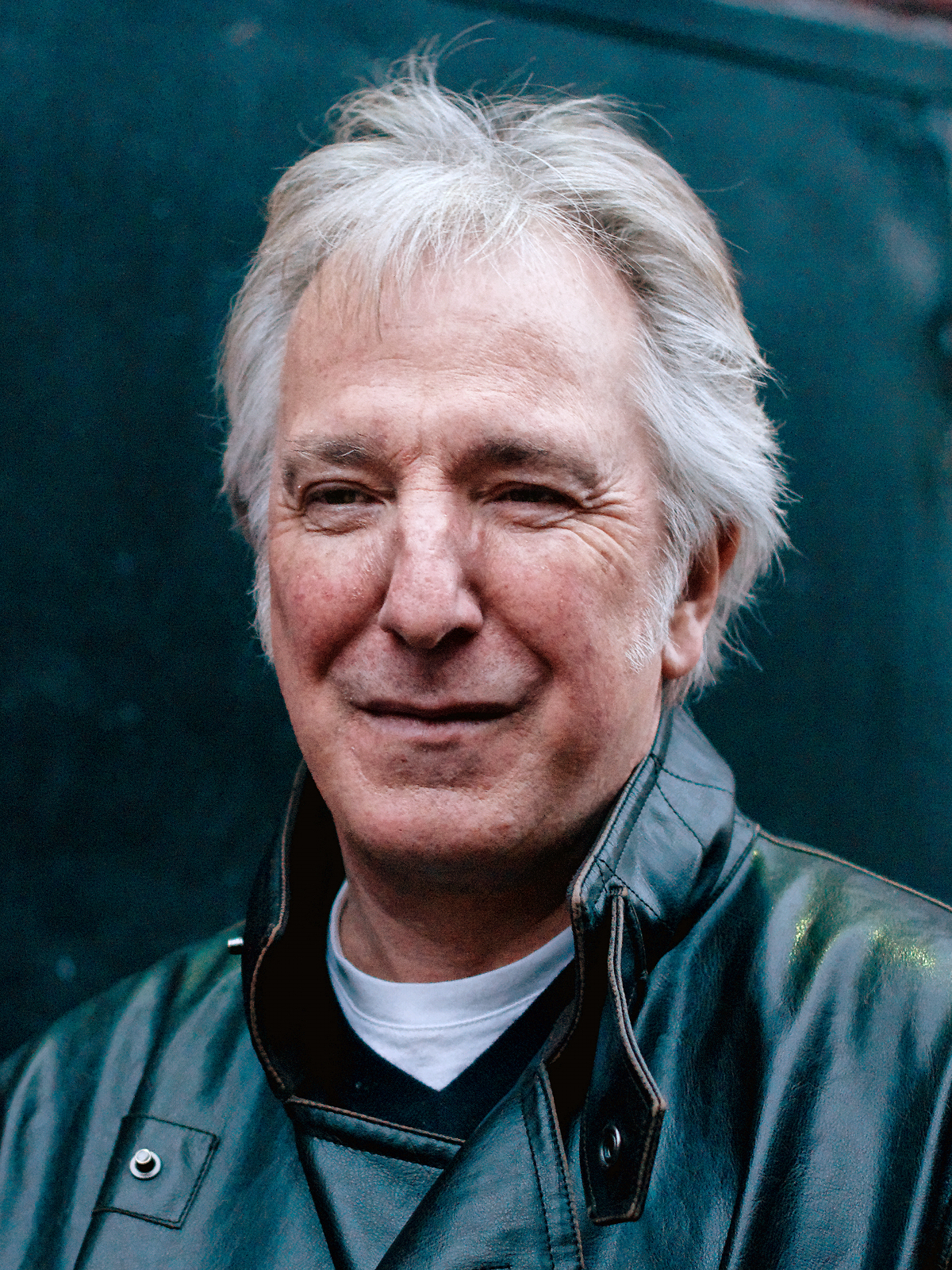
Alan Rickman (Brandon), ici en 2011

- Emma Thompson (VF : Frédérique Tirmont) : Elinor Dashwood
- Kate Winslet (VF : Rafaèle Moutier) : Marianne Dashwood
- Hugh Grant (VF : Guillaume Orsat) : Edward Ferrars
- Alan Rickman (VF : Daniel Colas) : le colonel Christopher Brandon
- Gemma Jones (VF : Martine Sarcey) : Mme Dashwood
- Hugh Laurie (VF : Bernard Crombey) : monsieur Palmer
- Imelda Staunton (VF : Dorothée Jemma) : Charlotte Palmer
- Tom Wilkinson (VF : Claude Evrard) : monsieur Dashwood
- Elizabeth Spriggs (VF : Nathalie Nerval) : madame Jennings
- Robert Hardy (VF : Georges Aubert) : sir John Middleton
- Richard Lumsden (VF : Olivier Jankovic) : Robert Ferrars
- Ian Brimble (VF : Michel Fortin) : Thomas
- Isabelle Amyes : Betsy
- Greg Wise (VF : Jean-Pierre Michael) : John Willoughby
- Emilie François : Margaret Dashwood
- Harriet Walter (VF : Céline Monsarrat) : Fanny Dashwood
- James Fleet (VF : Michel Papineschi) : John Dashwood
- Imogen Stubbs (VF : Anneliese Fromont) : miss Lucy Steele
- Oliver Ford Davies (VF : Jean Lescot) : Dr Harris

## Production

### Tournage
Le film a été entièrement tourné en Angleterre. Les lieux de tournage ont été soigneusement choisis pour montrer la situation sociale ou les sentiments des personnages. L'action débute à Norland, une riche et opulente demeure et le paysage alentour, où Edward et Elinor se promènent à cheval, évoque quelques tableaux de Claude Lorrain ou de Poussin, avec ses larges espaces parsemés de bosquets et de moutons. Une scène montre Edward et Elinor marcher dans une allée, tous les deux réservés et un peu formels, comme le paysage qu'ils traversent. Barton Cottage est un lieu isolé et mélancolique, pas vraiment une « boite à chaussures humide», mais tout de même un lieu qui contraste violemment avec le luxe de Norland.
Les paysages traversés sont en harmonie avec les sentiments éprouvés, ce que renforce la musique « décorative ». Pendant le voyage vers Londres, la voiture de Mme Jennings qu'accompagnent Elinor et Marianne traverse des paysages fleuris et printaniers, alors que le retour vers Cleveland se fait à travers une lande désolée et battue par le vent, sous des nuages menaçants. Mais l'usage le plus visible du paysage comme expression des sentiments est lié à Marianne marchant dans des paysages pluvieux. Ce sont d'abord les environs de Barton Cottage, où elle entraîne, pour ne pas augmenter la tristesse d'Elinor, une Margaret réticente et rencontre Willougby qui jaillit de la brume sur son cheval blanc, comme un chevalier de conte de fée. Il y a ensuite, quand elle arrive à Cleveland, sa promenade d'abord dans le labyrinthe, avec ses hautes haies, symbolisant son état d'esprit, puis sa montée vers la colline d'où on voit Combe Magna, petite silhouette blanche perdue dans l'immensité verdoyante. Combe Magna sous la pluie a des allures pathétiques, ce qu'accentue la musique très sombre en la mineur qui accompagne la marche solitaire de Marianne avant qu'elle ne récite le sonnet 116 de Shakespeare en contemplant la vieille demeure à l'air abandonné. Le paysage autour de Cleveland relève de l'esthétique pittoresque, soulignant la sensibilité mais aussi la déréliction de Marianne.

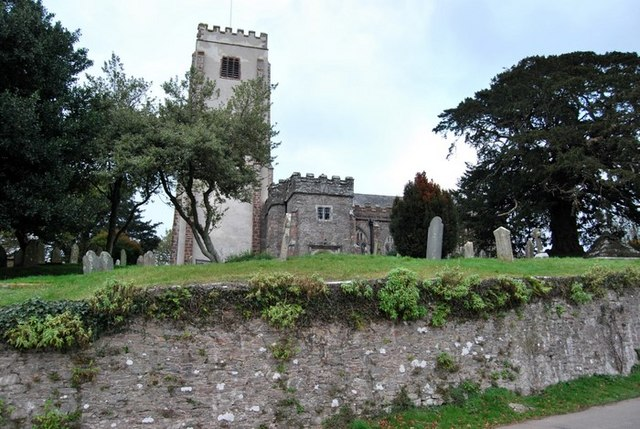
Église de Berry Pomeroy (mariage de Marianne et Brandon)
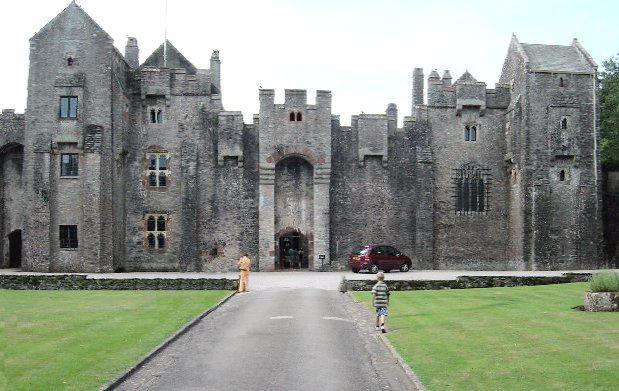
Château de Compton (Combe Magna)
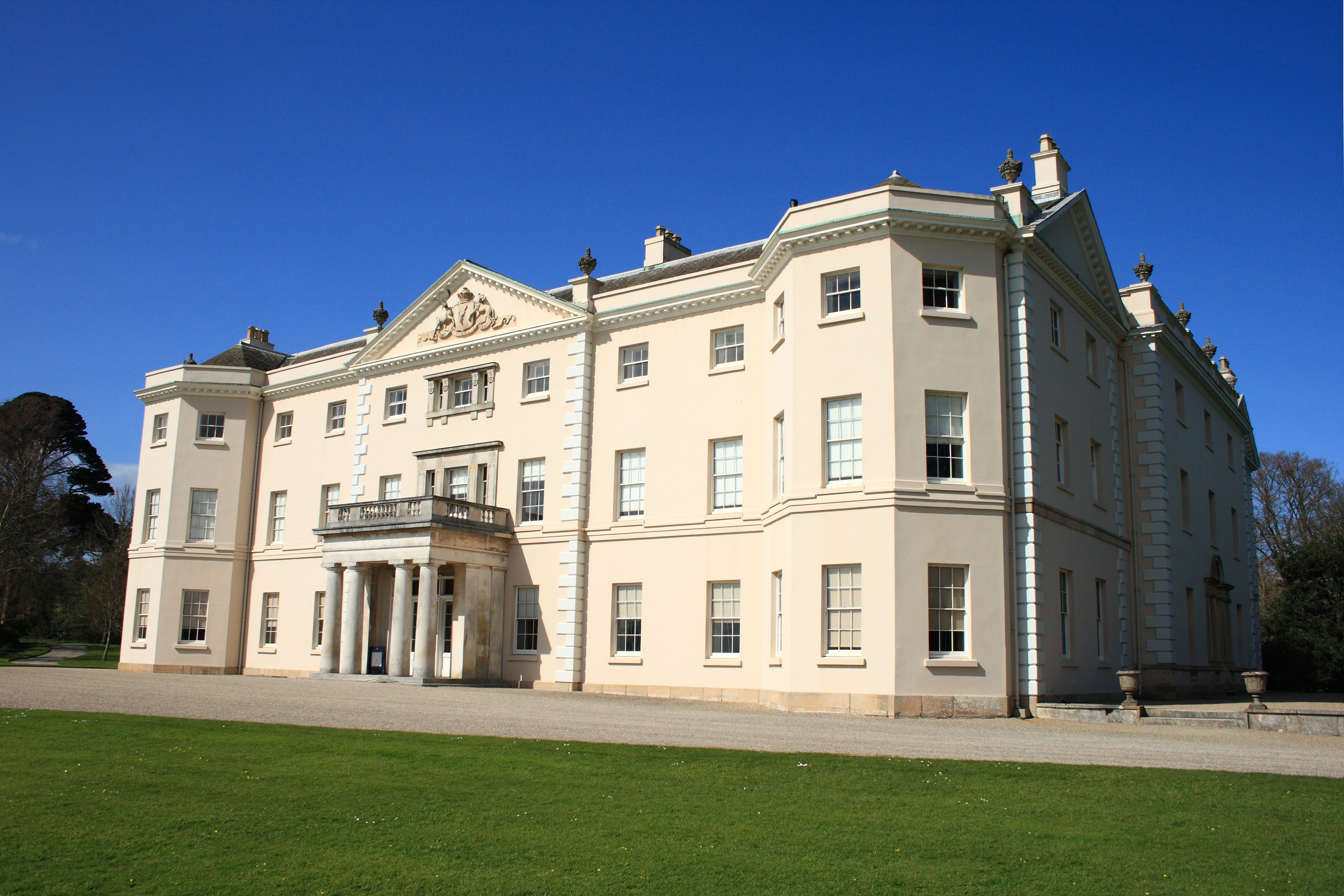
Saltram House (Norland)
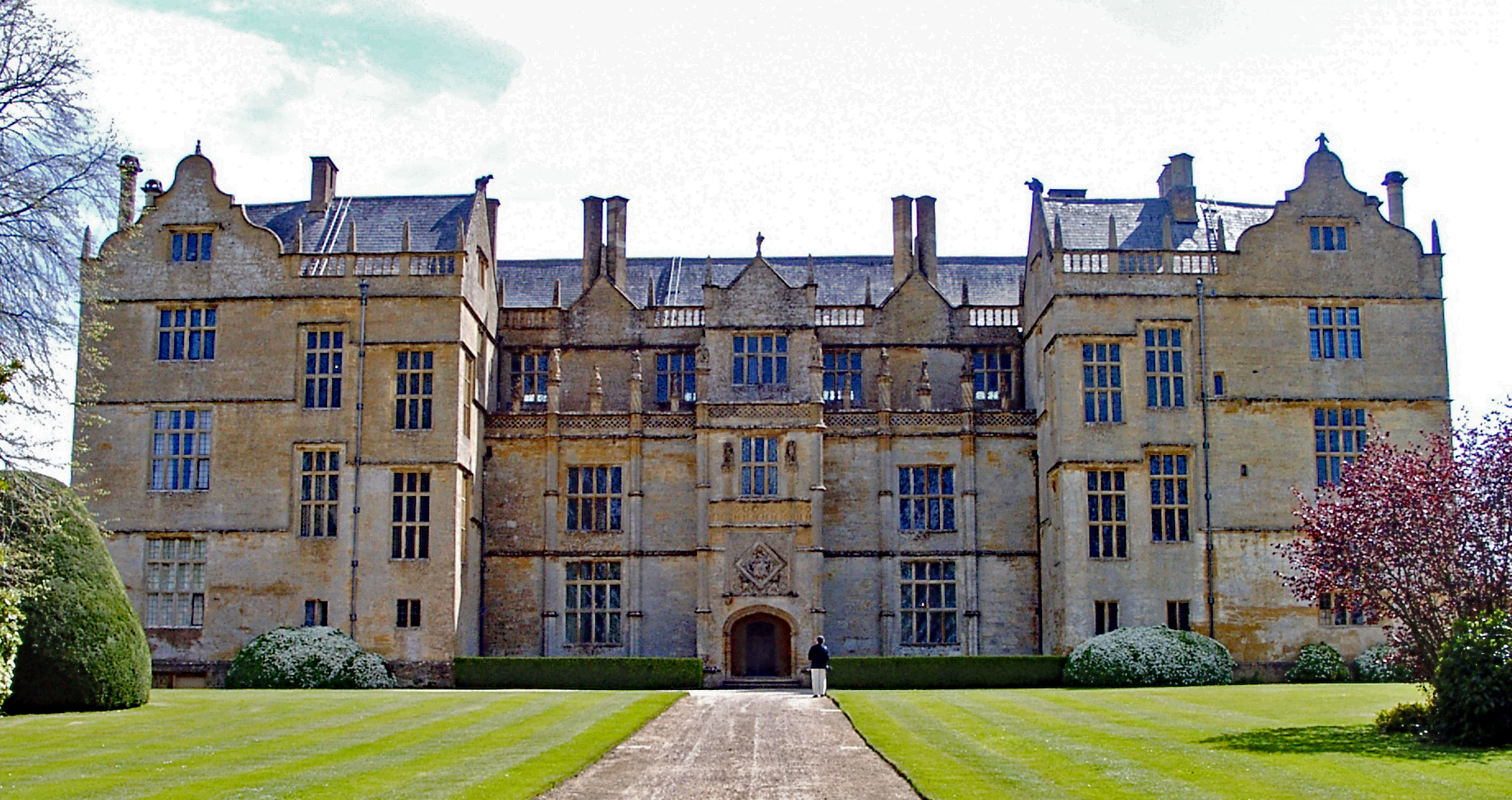
Cleveland (Montacute House)
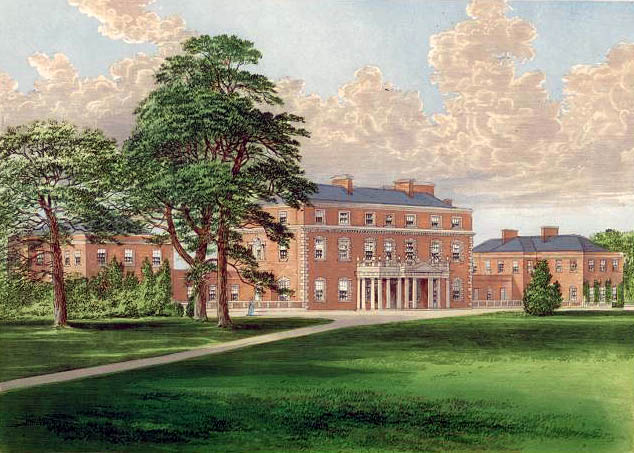
Trafalgar Park, Wiltshire (Barton Park)

Lieux de tournage
- Berry Pomeroy Church, Berry Pomeroy, Devon (mariage de Marianne et Brandon)
- Blickling Hall, Blickling, Norfolk
- Cathedral Close, Salisbury, Wiltshire
- Château de Compton, Marldon, Paignton, Devon (Combe Magna)
- Cornouailles
- Efford House, Plymouth, Devon (Barton Cottage)
- Flete Estate, Plymouth, Devon
- Mompesson House, Salisbury, Wiltshire (maison de Mme Jenning à Londres)
- Montacute House, Montacute, Somerset (Cleveland)
- Mothecombe House, Holbeton, Devon (salon de la maison londonienne de Mme Jennings)
- National Maritime Museum, Greenwich, Londres
- Old Royal Naval College
- Saltram House, Plympton, Plymouth, Devon (Norland Park)
- Somerset House, The Strand, Londres
- Trafalgar Park, North Salisbury, Wiltshire  (Barton Park)
- Wilton House, Wilton, Salisbury, Wiltshire (salles de bal)
- Shepperton Studios, Surrey

### Bande originale
La musique du film est composée par Patrick Doyle, mêlant « élégance classique et retenue austénienne ». Elle comporte trois leitmotivs qui s'entrecroisent. Le premier, « My Father's Favorite », est une ballade sentimentale, dans le style de Ludwig van Beethoven ou de Franz Schubert, qui sert pour le générique d'ouverture et que Marianne interprète ensuite au piano, ce qui arrache des larmes à Elinor (montrant sa sensibilité contenue) car c'était le morceau favori de son père. La mélodie, à l'orchestre, accompagne la promenade d'Elinor et Edward, soulignant leur connivence.
Le deuxième leitmotiv, en mode mineur, est tiré de la chanson que Marianne chante à Barton Park lorsqu'arrive le colonel Brandon (Weep You no More, Sad Fountains), et est lié au thème de l'amour naissant contrarié : on l'entend quand Marianne veut connaître ses sentiments pour Edward, quand Sir John encourage en vain Brandon à courtiser Marianne, mais aussi quand est révélée la vilénie de Willougby et qu'Elinor rapporte à Marianne ce qu'elle a appris du colonel. Ce même motif, en Fa majeur cette fois, reparaît à la fin, tissant un lien entre trois scènes : celle où Brandon retrouve Marianne et la ramène dans ses bras à Cleveland, celle où elle le remercie de lui avoir ramené sa mère et celle du mariage. Le titre There Is Nothing Lost (« Rien n'est perdu ») est le dernier vers d'un poème que Brandon lit à Marianne.
Le troisième leitmotiv, Throw the Coins, (« jeter les pièces ») apparaît pour la première fois quand les demoiselles Dashwood doivent quitter Norland (Devonshire), est repris quand elles vont de Londres (« Leaving London ») à Cleveland, ce qui crée un grand contraste avec la musique entraînante accompagnant le départ pour Londres. La mélodie de Throw the Coins est sentimentale, tantôt en mineur pour souligner la tristesse ou le désespoir des personnages, tantôt en majeur quand tous les espoirs sont permis à Marianne, comme quand Willougby semble presque la demander en mariage (« Grant Me an Interview »), et devient lyrique à la fin pour illustrer la liesse générale.
Des musiques spécifiques illustrent le caractère de certains personnages, comme A Particular Sum  qui ponctue sur un rythme allègre le raisonnement de Fanny pour empêcher son mari de tenir sa promesse de subvenir aux besoins de sa belle-mère et de ses demi-sœurs, ou celle, ironique et guillerette, qui accompagne madame Jennings pressée de rapporter les derniers potins (la découverte des fiançailles de Lucy et Edward). Willougby est un morceau léger, à l'image de ce libertin, et la solennité de Miss Grey  souligne l'apparence élégante et prétentieuse de la future madame Willougby, reprenant le thème  qui accompagnait la découverte de la machine à vapeur, (Steam Engine) et soulignant le côté mercantile de cette union. Le premier morceau que chante Marianne, romantique par son sujet, Weep You No More, Sad Fountains permet au metteur en scène de souligner le choc qu'éprouve Brandon en voyant la jeune fille, par le changement de tonalité. Le deuxième The Dream est la partition que lui a donnée le colonel. C'est un chant grave, recueilli, dans un style évoquant Schubert. Ce chant est repris pendant le générique de fin, chanté non plus par Kate Winslet, mais par une soprano lyrique, Jane Eaglen, qu'accompagne un orchestre symphonique, donnant une dimension plus large au texte qui chante la grandeur de l'amour.
Enfin certaines mélodies ont simplement pour but de renforcer l'atmosphère d'une scène. Ainsi Not a Beau for a Mile avec ses répétitions, illustre la monotonie de la vie quotidienne dans Barton Cottage, si loin de tout. Patience souligne l'attente de Marianne à qui Willougby a promis de revenir le lendemain, comme All the Delight of the Season exprime son plaisir et son impatience d'aller à Londres où elle espère le retrouver.
La bande originale du film a été nommée aux Oscars 1996.

## Distinctions

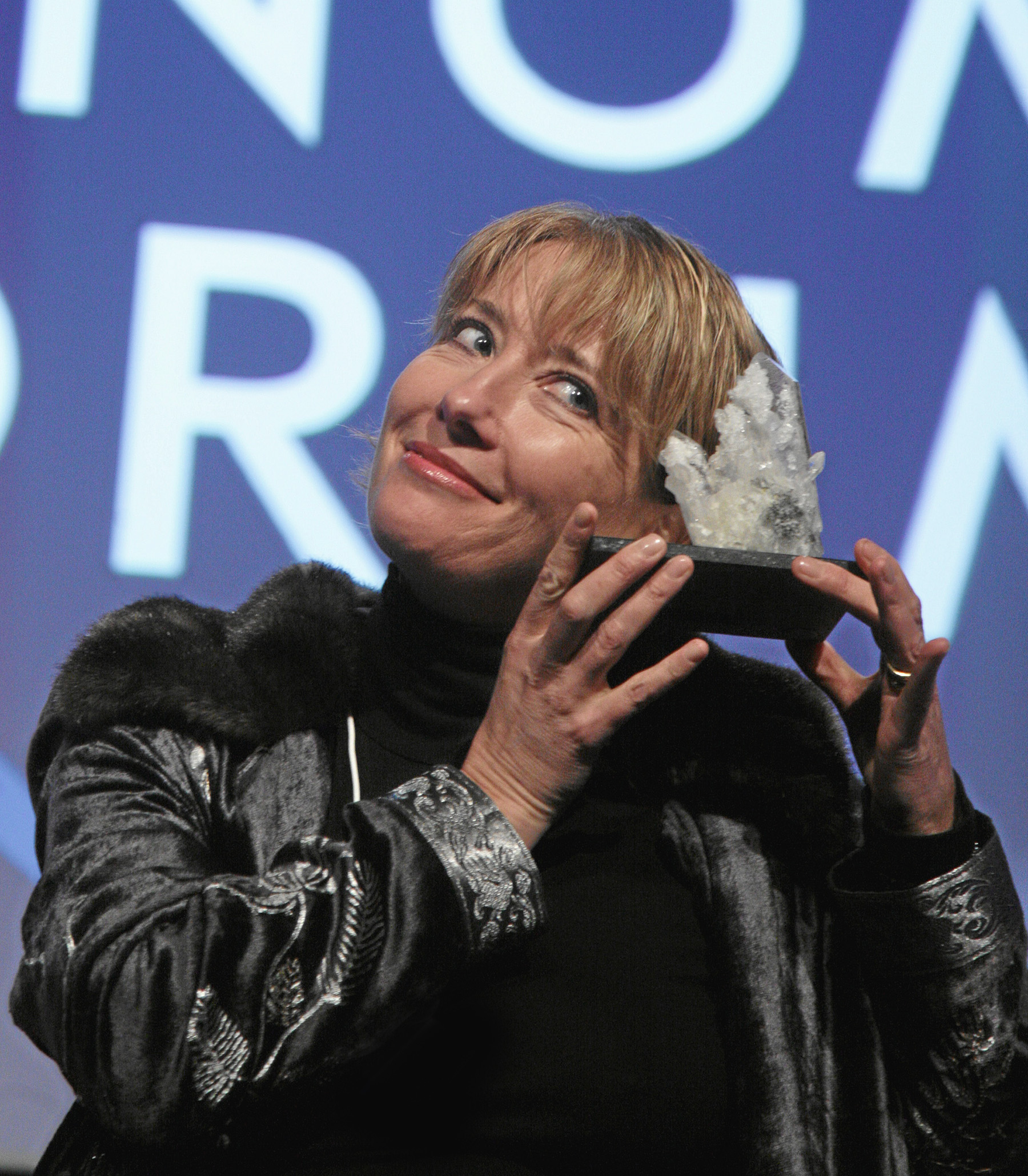
Emma Thompson à Davos en 2008

### Récompenses
- Ours d'or à la Berlinale 1996
- BAFTA 1996 :
  - Meilleur film
  - Meilleure actrice (Emma Thompson)
  - Meilleure actrice dans un second rôle (Kate Winslet)
  - Meilleure photographie (Michael Coulter)
- Golden Globes 1996 :
  - Meilleur film dramatique
  - Meilleur scénario
- Oscars 1996 : meilleur scénario adapté
- Evening Standard British Film :
  - Meilleure actrice (Kate Winslet)
  - Meilleur scénario (Emma Thompson)

### Nominations
- BAFTA 1996 : meilleure photographie (Michael Coulter)
- Golden Globes 1996 : meilleure actrice dans un film dramatique (Emma Thompson)
- Oscars 1996 : meilleure actrice (Emma Thompson)
- Oscars 1996 : meilleure partition originale pour un film dramatique (Patrick Doyle)